# Natri cyanide
Natri cyanide là một hợp chất vô cơ có công thức hóa học NaCN, là một chất cực độc. Sự chăm sóc y tế ngay lập tức là cần thiết trong trường hợp ngộ độc cyanide, do nó rất nhanh chóng dẫn tới tử vong. Giống như hợp chất tương tự là kali cyanide, NaCN có mùi tương tự như mùi quả hạnh nhân, nhưng không phải ai cũng có thể ngửi thấy do đặc điểm di truyền.

## Sử dụng
Natri cyanide được sử dụng để chiết vàng và các kim loại quý khác từ quặng, và các hoạt động khai thác kim loại quý tiêu thụ phần lớn sản lượng natri cyanide được sản xuất ra.
Natri cyanide cũng được sử dụng bất hợp pháp ở một vài nơi để đánh bắt cá. Các rủi ro với các dung dịch cyanide là cực kỳ nguy hiểm cho các hệ thủy sinh thái. Nó cũng được các nhà côn trùng học dùng làm tác nhân giết côn trùng trong các bình thu thập chúng, do phần lớn côn trùng bị chết chỉ trong vài giây, làm giảm thiểu các tổn thất của thậm chí là các loại mỏng mảnh nhất.

## Độc tính
Các muối cyanide thuộc về số các chất độc có phản ứng nhanh nhất. Các cyanide là chất ức chế tiềm tàng đối với sự hô hấp, có tác dụng lên enzyme cytochrome c oxidase của ti thể và vì thế nó ngăn chặn sự vận chuyển điện tử. Kết quả là giảm sự trao đổi chất oxy hóa và sự sử dụng oxy. Sự nhiễm acid lactic sau đó diễn ra như là hậu quả của sự trao đổi chất kị khí. Vào lúc ban đầu, sự ngộ độc cấp tính các cyanide tạo ra nước da đỏ hay hồng ở nạn nhân do các mô không thể sử dụng oxy trong máu.
Các hiệu ứng của natri cyanide là tương tự như ở kali cyanide. Khi ăn nhầm khoảng 100–200 mg natri cyanide thì nạn nhân sẽ mất ý thức trong vòng 1 phút, đôi khi chỉ trong vòng 10 giây, phụ thuộc vào cường độ miễn dịch của cơ thể và khối lượng thức ăn có trong dạ dày. Sau khoảng 45 phút thì cơ thể rơi vào trạng thái hôn mê hoặc ngủ sâu và nạn nhân có thể tử vong trong vòng 2 giờ nếu không được điều trị kịp thời. Trong giai đoạn này, có thể xảy ra co giật. Tử vong xảy ra chủ yếu là do trụy tim.